# BioMed Central
BioMed Central (BMC) est un éditeur scientifique en libre accès à but lucratif basé au Royaume-Uni. BioMed Central publie plus de 250 revues scientifiques. Toutes sont uniquement publiées en ligne. BioMed Central se décrit comme le premier et le plus grand éditeur scientifique en libre accès. L'éditeur est la propriété de Springer Nature.

## Histoire
BioMed Central a été fondée en 2000 dans le cadre du Current Science Group (maintenant Science Navigation Group, SNG), une pépinière de maisons d'édition scientifique. Vitek Tracz (en), président de la SNG, a développé le concept de l'entreprise après que le concept de PubMed Central de Harold Varmus, directeur des National Institutes of Health de 1993 à 1999, ait été revu. Le premier directeur de la société a été Jan Velterop (en). En 2002, le modèle d'affaires de l'entreprise a évolué pour inclure les frais de traitement des articles, qui sont depuis lors la principale source de revenus.
En octobre 2008, il a été annoncé que BioMed Central (avec Chemistry Central (en) et PhysMath Central (en)) avait été racheté par Springer Science + Business Media, le deuxième éditeur de STM.
En 2007, les bibliothèques de l'Université de Yale ont cessé de subventionner les frais de publication pour les affiliés de Yale qui utilisent BioMed Central comme éditeur de leurs œuvres.
En novembre 2008, BioMed Central est devenue une organisation de soutien officielle de Healthcare Information For All (en).

## Journaux
Les revues phares produites par BioMed Central comprennent Genome Biology (en) (facteur d'impact 10.8), BMC Medicine (en) et BMC Biology (en). L'éditeur publie également la série de 68 revues du BMC couvrant les domaines de la biologie et de la médecine. Chemistry Central et la série de revues PhysMath Central sont également produites par la société. La plupart des autres revues publiées par BioMed Central sont détenues et produites indépendamment par des sociétés et des comités de rédaction académiques. BioMed Central fournit l'hébergement, la plateforme de publication et s'occupe du marketing.
Toutes les revues sont publiées en ligne; certaines des revues phares ont également été disponibles sous forme d'abonnements imprimés, tels que Arthritis Research & Therapy (en). Les publications dans les revues BioMed Central sont, dès leur publication, publiées sous la licence «Attribution» de Creative Commons, qui autorise la réutilisation des publications et la production de travaux dérivés. En 2010, les seules exceptions à cette règle étaient les revues phares, qui réservaient les droits sur le contenu des revues et des commentaires; ces articles étaient disponibles à l'achat sur un abonnement ou sur une base de paiement à la séance, devenant librement disponibles (mais pas totalement ouvertes) à tous après six mois. Cependant, à compter de janvier 2015, « aucuns frais d'abonnement ne s'appliquent à ces revues ou aux articles qui y sont publiés ».

### Série de revues BMC
La série de revues BMC est une collection de 67 revues de recherche en ligne publiées par BioMed Central. Comme tous les autres journaux de BioMed Central, ils ont une politique d' accès ouvert aux articles de recherche qu'ils publient. Deux des revues, BMC Biology et BMC Medicine, couvrent tous les grands domaines de la biologie et de la médecine et visent à rendre compte des recherches particulièrement significatives. Un troisième journal, BMC Research Notes, publie des travaux de recherche dans tous les domaines de la biologie et de la médecine sans avoir de critères d'impact, tandis que BMC Proceedings publie des comptes rendus de conférences. Les 64 autres revues se spécialisent dans un domaine particulier. Grâce à leur licence gratuite, les images des revues BMC peuvent être réutilisées ailleurs.
| Biologie - BMC Biochemistry - BMC Bioinformatics - BMC Biology - BMC Biophysics - BMC Biotechnology - BMC Cell Biology - BMC Developmental Biology - BMC Ecology - BMC Evolutionary Biology - BMC Genetics - BMC Genomics - BMC Immunology - BMC Microbiology - BMC Molecular Biology - BMC Neuroscience - BMC Physiology - BMC Plant Biology - BMC Structural Biology - BMC Systems Biology - BMC Veterinary Research - BMC Zoology | Médecine - BMC Anesthesiology - BMC Cancer - BMC Cardiovascular Disorders - BMC Clinical Pathology - BMC Complementary and Alternative Medicine - BMC Dermatology - BMC Ear, Nose and Throat Disorders - BMC Emergency Medicine - BMC Endocrine Disorders - BMC Family Practice - BMC Gastroenterology - BMC Geriatrics - BMC Health Services Research - BMC Hematology - BMC Infectious Diseases - BMC International Health and Human Rights - BMC Medical Education - BMC Medical Ethics - BMC Medical Genetics - BMC Medical Genomics - BMC Medical Imaging - BMC Medical Informatics and Decision Making | - BMC Medical Physics - BMC Medical Research Methodology - BMC Medicine - BMC Musculoskeletal Disorders - BMC Nephrology - BMC Neurology - BMC Nursing - BMC Nutrition - BMC Obesity - BMC Ophthalmology - BMC Oral Health - BMC Palliative Care - BMC Pediatrics - BMC Pharmacology and Toxicology - BMC Pregnancy and Childbirth - BMC Psychiatry - BMC Psychology - BMC Public Health - BMC Pulmonary Medicine - BMC Rheumatology - BMC Sports Science, Medicine and Rehabilitation - BMC Surgery - BMC Urology - BMC Women's Health |

La plupart des revues de la série BMC ont un facteur d'impact. Sur les 53 journaux ayant des facteurs d'impact, BMC Biology est celui avec le plus haut à 7,98.

## Bases de données
La société a également hébergé des bases de données biomédicales, dont Current Controlled Trials, une base de données d'essais cliniques. Biology Image Library et Cases Database, une base de données de rapports médicaux, ont été fermés en 2014. La société a également hébergé des dépôts institutionnels de publications basées sur la plateforme DSpace (en) sous la marque Open Repository. L'activité Open Repository a été vendue à Atmire en 2016.